# سونه، ژورا
سونه (به فرانسوی: Senay) یک منطقهٔ مسکونی در فرانسه است که در پره‌زیه، ژورا واقع شده‌است. سونه ۱۰۲ نفر جمعیت دارد.